# Vila Chã (Fornos de Algodres)
Vila Chã is een plaats (freguesia) in de Portugese gemeente Fornos de Algodres en telt 93 inwoners (2001).